# ریچارد رید (بازیگر)
ریچارد رید (به انگلیسی: Richard Reid) (زاده ۲۹ سپتامبر ۱۹۸۴) بازیگر انگلیسی است.
از فیلم‌های معروف او می‌توان به بازی در فیلم عشق، عروسی، ازدواج و آستنلند اشاره کرد.